# Tour de Francia 1938
El 32.º Tour de Francia se disputó entre el 5 de julio y el 31 de julio de 1938 con un recorrido de 4680 km, dividido en 21 etapas de las que la sexta y la decimoséptima estuvieron divididas en dos sectores mientras que la cuarta la décima y la vigésima constaron con tres sectores.
Participaron 96 ciclistas repartidos en 6 equipos de 12 corredores y otras cuatro escuadras con sólo 6 integrantes de los que sólo llegaron a París 55 ciclistas sin que ningún equipo lograra finalizar la prueba con todos sus integrantes.
En esta edición, en la última etapa, la victoria se concedió ex aequo a dos corredores: Antonin Magne y André Leducq cuando cruzaron la meta de la mano.
El vencedor cubrió la prueba a una velocidad media de 31,565 km/h.

## Equipos participantes
| Dorsales | Cod. | Equipo       |
| -------- | ---- | ------------ |
| 1-12     | BEL  | Bélgica      |
| 13-24    | ITA  | Italia       |
| 25-36    | DEU  | Alemania     |
| 37-48    | FRA  | Francia      |
| 49-54    | ESP  | España       |
| 45-60    | CHE  | Suiza        |
| 61-66    | NLD  | Países Bajos |
| 67-72    | LUX  | Luxemburgo   |
| 73-84    | CAD  | Cadetes      |
| 85-96    | BLE  | Bleuets      |

## Etapas
| Etapa    | Fecha     | Recorrido                    | Distancia (km) | Ganador                    | Líder              |
| -------- | --------- | ---------------------------- | -------------- | -------------------------- | ------------------ |
| 1.ª      | 5 de jul  | París-Caen                   | 215            | Willi Oberbeck             | Willi Oberbeck     |
| 2.ª      | 6 de jul  | Caen-Saint-Brieuc            | 237            | Jean Majerus               | Jean Majerus       |
| 3.ª      | 7 de jul  | Saint-Brieuc-Nantes          | 238            | Gerrit Schulte             | Jean Majerus       |
| 4.ª (a)  | 8 de jul  | Nantes-La Roche-sur-Yon      | 62             | Eloi Meulenberg            | Jean Majerus       |
| 4.ª (b)  | 8 de jul  | La Roche-sur-Yon-La Rochelle | 83             | Eloi Meulenberg            | Jean Majerus       |
| 4.ª (c)  | 8 de jul  | La Rochelle-Royan            | 83             | Félicien Vervaecke         | Jean Majerus       |
| 5.ª      | 10 de jul | Royan-Burdeos                | 198            | Eloi Meulenberg            | Jean Majerus       |
| 6.ª (a)  | 11 de jul | Burdeos-Arcachón             | 52,5           | Jules Rossi                | Jean Majerus       |
| 6.ª (b)  | 11 de jul | Arcachón-Bayona              | 171            | Glauco Servadei            | André Leducq       |
| 7.ª      | 12 de jul | Bayona-Pau                   | 115            | Theo Middelkamp            | André Leducq       |
| 8.ª      | 14 de jul | Pau-Luchon                   | 193            | Félicien Vervaecke         | Félicien Vervaecke |
| 9.ª      | 16 de jul | Luchon-Perpiñán              | 260            | Jean Fréchaut              | Félicien Vervaecke |
| 10.ª (a) | 17 de jul | Perpiñán-Narbona             | 63             | Antoine van Schendel       | Félicien Vervaecke |
| 10.ª (b) | 17 de jul | Narbona-Béziers              | 27 (CR)        | Félicien Vervaecke         | Félicien Vervaecke |
| 10.ª (c) | 17 de jul | Béziers-Montpellier          | 73             | Antonin Magne              | Félicien Vervaecke |
| 11.ª     | 18 de jul | Montpellier-Marsella         | 223            | Gino Bartali               | Félicien Vervaecke |
| 12.ª     | 19 de jul | Marsella-Cannes              | 199            | Jean Fréchaut              | Félicien Vervaecke |
| 13.ª     | 21 de jul | Cannes-Digne-les-Bains       | 284            | Dante Gianello             | Félicien Vervaecke |
| 14.ª     | 22 de jul | Digne-les-Bains-Briançon     | 219            | Gino Bartali               | Gino Bartali       |
| 15.ª     | 23 de jul | Briançon-Aix-les-Bains       | 311            | Marcel Kint                | Gino Bartali       |
| 16.ª     | 25 de jul | Aix-les-Bains-Besanzón       | 284            | Marcel Kint                | Gino Bartali       |
| 17.ª (a) | 26 de jul | Besanzón-Belfort             | 89,5           | Émile Masson               | Gino Bartali       |
| 17.ª (b) | 26 de jul | Belfort-Estrasburgo          | 143            | Jean Fréchaut              | Gino Bartali       |
| 18.ª     | 27 de jul | Estrasburgo-Metz             | 104            | Marcel Kint                | Gino Bartali       |
| 19.ª     | 28 de jul | Metz-Reims                   | 196            | Fabien Galateau            | Gino Bartali       |
| 20.ª (a) | 30 de jul | Reims-Laon                   | 48             | Glauco Servadei            | Gino Bartali       |
| 20.ª (b) | 30 de jul | Laon-Saint-Quentin           | 42 (CR)        | Félicien Vervaecke         | Gino Bartali       |
| 20.ª (c) | 30 de jul | San Quintín-Lille            | 107            | François Neuville          | Gino Bartali       |
| 21.ª     | 31 de jul | Lille-París                  | 279            | Antonin Magne André Leducq | Gino Bartali       |

CR = Contrarreloj individual

## Clasificaciones

### Clasificación general
| Clasificación general |                    |            |                   |
| Ciclista              | Ciclista           | Equipo     | Tiempo            |
| --------------------- | ------------------ | ---------- | ----------------- |
| 1.º                   | Gino Bartali       | Italia     | 148 h 29 min 12 s |
| 2.º                   | Félicien Vervaecke | Bélgica    | + 18 min 27 s     |
| 3.º                   | Victor Cosson      | Françia    | + 29 min 26 s     |
| 4.º                   | Edward Vissers     | Bélgica    | + 35 min 08 s     |
| 5.º                   | Mathias Clemens    | Luxemburgo | + 42 min 08 s     |
| 6.º                   | Mario Vicini       | Italia     | + 44 min 59 s     |
| 7.º                   | Jules Lowie        | Bélgica    | + 48 min 56 s     |
| 8.º                   | Antonin Magne      | Françia    | + 49 min 00 s     |
| 9.º                   | Marcel Kint        | Bélgica    | + 59 min 49 s     |
| 10.º                  | Dante Gianello     | Bleuets    | + 1 h 06 min 47 s |

### Clasificación de la montaña
Los puertos puntuables, así como el primer ciclista en coronarlos, fueron los siguientes:
| Puertos puntuables |                       |         |                 |                    |
| Etapa              | Nombre                | Altitud | Cordillera      | Primero            |
| ------------------ | --------------------- | ------- | --------------- | ------------------ |
| 8.ª                | Col d'Aubisque        | 1.709 m | Pirineos        | Gino Bartali       |
| 8.ª                | Tourmalet             | 2.115 m | Pirineos        | Gino Bartali       |
| 8.ª                | Col d'Aspin           | 1.489 m | Pirineos        | Gino Bartali       |
| 8.ª                | Col de Peyresourde    | 1.569 m | Pirineos        | Félicien Vervaecke |
| 9.ª                | Col de Portet-d'Aspet | 1.069 m | Pirineos        | Gino Bartali       |
| 13.ª               | Braus                 | 1.002 m | Alpes marítimos | Gino Bartali       |
| 14.ª               | Col d'Allos           | 2.250 m | Alpes           | Gino Bartali       |
| 14.ª               | Vars                  | 2.110 m | Alpes           | Gino Bartali       |
| 14.ª               | Izoard                | 2.361 m | Alpes           | Gino Bartali       |
| 15.ª               | Galibier              | 2.556 m | Alps            | Mario Vicini       |
| 15.ª               | Col de l'Iseran       | 2.770 m | Alps            | Félicien Vervaecke |
| 16.ª               | Col de la Faucille    | 1.320 m | Alps            | Gino Bartali       |

El vencedor de esta clasificación fue Gino Bartali:
| Clasificación de la montaña |                    |         |        |
| Ciclista                    | Ciclista           | Equipo  | Puntos |
| --------------------------- | ------------------ | ------- | ------ |
| 1.º                         | Gino Bartali       | Italia  | 107    |
| 2.º                         | Félicien Vervaecke | Bélgica | 79     |
| 3.º                         | Edward Vissers     | Bélgica | 76     |
| 4.º                         | Dante Gianello     | Bleuets | 57     |
| 5.º                         | Victor Cosson      | Françia | 55     |

### Clasificación por equipos
| Clasificación por equipos (1-8) |                       |              |
| Equipo                          | Equipo                | Tiempo       |
| ------------------------------- | --------------------- | ------------ |
| 1.º                             | Bélgica               | 447h 10' 07" |
| 2.º                             | Francia               | + 43' 29"    |
| 3.º                             | Italia                | + 44' 06"    |
| 4.º                             | Luxemburgo / Suiza    | + 3h 02' 29" |
| 5.º                             | Cadetes               | + 3h 11' 31" |
| 6.º                             | España / Países Bajos | + 3h 15' 29" |
| 7.º                             | Bleuets               | + 4h 04' 49" |
| 8.º                             | Alemania              | + 7h 05' 57" |

## Evolución de las clasificaciones
| Etapa | Vencedor                   | Clasificación general | Clasificación de la montaña | Clasificación por equipos |
| ----- | -------------------------- | --------------------- | --------------------------- | ------------------------- |
| 1     | Willi Oberbeck             | Willi Oberbeck        | no otorgado                 | Alemania                  |
| 2     | Jean Majerus               | Jean Majerus          | no otorgado                 | França                    |
| 3     | Gerrit Schulte             | Jean Majerus          | no otorgado                 | França                    |
| 4a    | Éloi Meulenberg            | Jean Majerus          | no otorgado                 | França                    |
| 4b    | Éloi Meulenberg            | Jean Majerus          | no otorgado                 | França                    |
| 4c    | Félicien Vervaecke         | Jean Majerus          | no otorgado                 | França                    |
| 5     | Éloi Meulenberg            | Jean Majerus          | no otorgado                 | França                    |
| 6a    | Jules Rossi                | Jean Majerus          | no otorgado                 | França                    |
| 6b    | Glauco Servadei            | André Leducq          | no otorgado                 | França                    |
| 7     | Theo Middelkamp            | André Leducq          | no otorgado                 | França                    |
| 8     | Félicien Vervaecke         | Félicien Vervaecke    | Gino Bartali                | Bèlgica                   |
| 9     | Jean Fréchaut              | Félicien Vervaecke    | Gino Bartali                | Bèlgica                   |
| 10a   | Antoon van Schendel        | Félicien Vervaecke    | Gino Bartali                | Bèlgica                   |
| 10b   | Félicien Vervaecke         | Félicien Vervaecke    | Gino Bartali                | Bèlgica                   |
| 10c   | Antonin Magne              | Félicien Vervaecke    | Gino Bartali                | Bèlgica                   |
| 11    | Gino Bartali               | Félicien Vervaecke    | Gino Bartali                | Bèlgica                   |
| 12    | Jean Fréchaut              | Félicien Vervaecke    | Gino Bartali                | Bèlgica                   |
| 13    | Dante Gianello             | Félicien Vervaecke    | Gino Bartali                | Bèlgica                   |
| 14    | Gino Bartali               | Gino Bartali          | Gino Bartali                | Bèlgica                   |
| 15    | Marcel Kint                | Gino Bartali          | Gino Bartali                | Bèlgica                   |
| 16    | Marcel Kint                | Gino Bartali          | Gino Bartali                | Bèlgica                   |
| 17a   | Émile Masson               | Gino Bartali          | Gino Bartali                | Bèlgica                   |
| 17b   | Jean Fréchaut              | Gino Bartali          | Gino Bartali                | Bèlgica                   |
| 18    | Marcel Kint                | Gino Bartali          | Gino Bartali                | Bèlgica                   |
| 19    | Fabien Galateau            | Gino Bartali          | Gino Bartali                | Bèlgica                   |
| 20a   | Glauco Servadei            | Gino Bartali          | Gino Bartali                | Bèlgica                   |
| 20b   | Félicien Vervaecke         | Gino Bartali          | Gino Bartali                | Bèlgica                   |
| 20c   | François Neuville          | Gino Bartali          | Gino Bartali                | Bèlgica                   |
| 21    | Antonin Magne André Leducq | Gino Bartali          | Gino Bartali                | Bèlgica                   |
| Final | Final                      | Gino Bartali          | Gino Bartali                | Bélgica                   |